# Volo Air Niugini 2900
Il volo Air Niugini 2900 è stato un volo cargo dall’aeroporto di Madang all’aeroporto di Tabubil. Il 19 ottobre 2013, il volo, operato da un ATR 42, uscì di pista e finì in un canale durante la fase di decollo.

## L’aereo
Nell’incidente rimase coinvolto un ATR 42 di Air Niugini in leasing dalla Farnair Switzerland. All’epoca dell’incidente, il velivolo aveva oltre 25 anni di attività e 24 375 ore di volo registrate.

## L'incidente
Il 19 ottobre 2013, l’ATR 42-320 avrebbe dovuto servire la tratta regionale Port Moresby - Madang - Tabubil - Port Moresby. La prima risultò tranquilla e l'aereo atterrò regolarmente alle 07:32 (UTC+10). Dopo lo scarico delle merci, venne operato un carico di sigarette e grosse scatole di cartone. Alle 09:15 (UTC+10) i piloti si allinearono alla pista 25 dell’aeroporto per il decollo con una velocità di rotazione fissata a 102 nodi (189 km/h). Raggiunta la VR, però, i comandi non risposero correttamente, risultavano infatti duri e fu impossibile effettuare la rotazione e alzarsi in volo. Il pilota decise allora di interrompere il decollo, attivando gli Inversori di spinta e i freni. Non fu comunque sufficiente e l’aeromobile uscì dalla pista, con una sezione dell’ala che andò in fiamme. I membri dell’equipaggio evacuarono dalla botola sul tetto dopo aver attivato i sistemi antincendio dell’aeromobile.

## Le indagini
L'indagine venne condotta dal comitato investigativo sugli incidenti aerei della Papua Nuova Guinea. Dalle indagini emerse che l'aereo era stato sovraccaricato. L'ATR 42F aveva compartimenti di carico assegnati in ordine alfabetico dalla parte anteriore, ed era diviso in sei compartimenti denominati con lettere A-F. Il volo trasportava 340 stecche di sigarette e, secondo la lista di carico redatta il giorno dell'incidente, A doveva essere caricato con 350 kg, B e D con 800 kg ciascuno, E con 600 kg e F con 360 kg. La persona incaricata del carico, che aveva creato questa distinta, non aveva misurato il peso effettivo ma aveva calcolato che ogni cartone pesava 12 kg, ottenendo un peso totale del carico di 3 710 kg. Tuttavia, il peso effettivo di ciascun cartone dei tre marchi caricato era rispettivamente di 12,14 kg, 12,44 kg e 13,16 kg, rendendo l’aereo più pesante del previsto. Il peso effettivo del carico non è noto poiché la maggior parte del carico è stato portato a casa dai residenti prima dell'inizio delle indagini, ma si stima che fosse di 4.303 kg in base al peso per cartone sopra menzionato. Si tratta di 593 kg in più rispetto al valore calcolato dal responsabile. Inoltre, il dipendente del produttore di sigarette che aveva assistito al caricamento ha memorizzato il numero di stecche di ciascuna marca di sigarette caricate nella sezione A e, in base a ciò, quando è stata ricreata la situazione di carico nella sezione A, è risultato essere 1 136 kg. Si trattava di 786 kg in più rispetto ai 350 kg indicati sulla lista di carico e di 136 kg in più rispetto al peso massimo consentito di 1 000 kg per lo stesso compartimento. Come descritto sopra, l'aereo era stato caricato più del previsto, per un peso totale di 17 243 kg, ovvero 343 kg più pesante del peso massimo al decollo di 16 900 kg. Anche il centro di gravità non rientrava nell'intervallo di sicurezza .